# 20 a. C.
El año 20 a. C. fue un año común comenzado en miércoles o jueves, o un año bisiesto comenzado en martes, miércoles o jueves (las fuentes difieren) del calendario juliano. También fue un año común comenzado en martes del calendario juliano proléptico. En aquella época, era conocido como el Año del consulado de Appuleius y Nerva (o menos frecuentemente, año 734 Ab urbe condita).

## Acontecimientos

### Roma
- Tratado de paz entre Roma y Partia, por el que los partos devuelven las águilas capturadas a Marco Licinio Craso y Marco Antonio.

### India
- Shakas acaba por controlar el noroeste de la India.

## Arte y literatura
- Basándose en escena y el estilo de la obra, se cree que la Vasija de Portland se elaboró en Alejandría en algún momento entre este año y 100 d. C.
- El rey Herodes el Grande comienza a renovar el Templo de Jerusalén.
- Se construye la Maison Carrée, Nîmes, Francia (fecha aproximada).
- Se publica De verborum significatu de Marco Verrio Flaco. Es uno de los primeros grandes diccionarios de la Historia.

## Nacimientos
- Cayo César, nieto de César Augusto (f. 4)
- Sejano, militar y noble romano (f. 31).
- Filón de Alejandría, filósofo heleno (f. 50).